# Handwerkerhäuser Kühnertsgasse

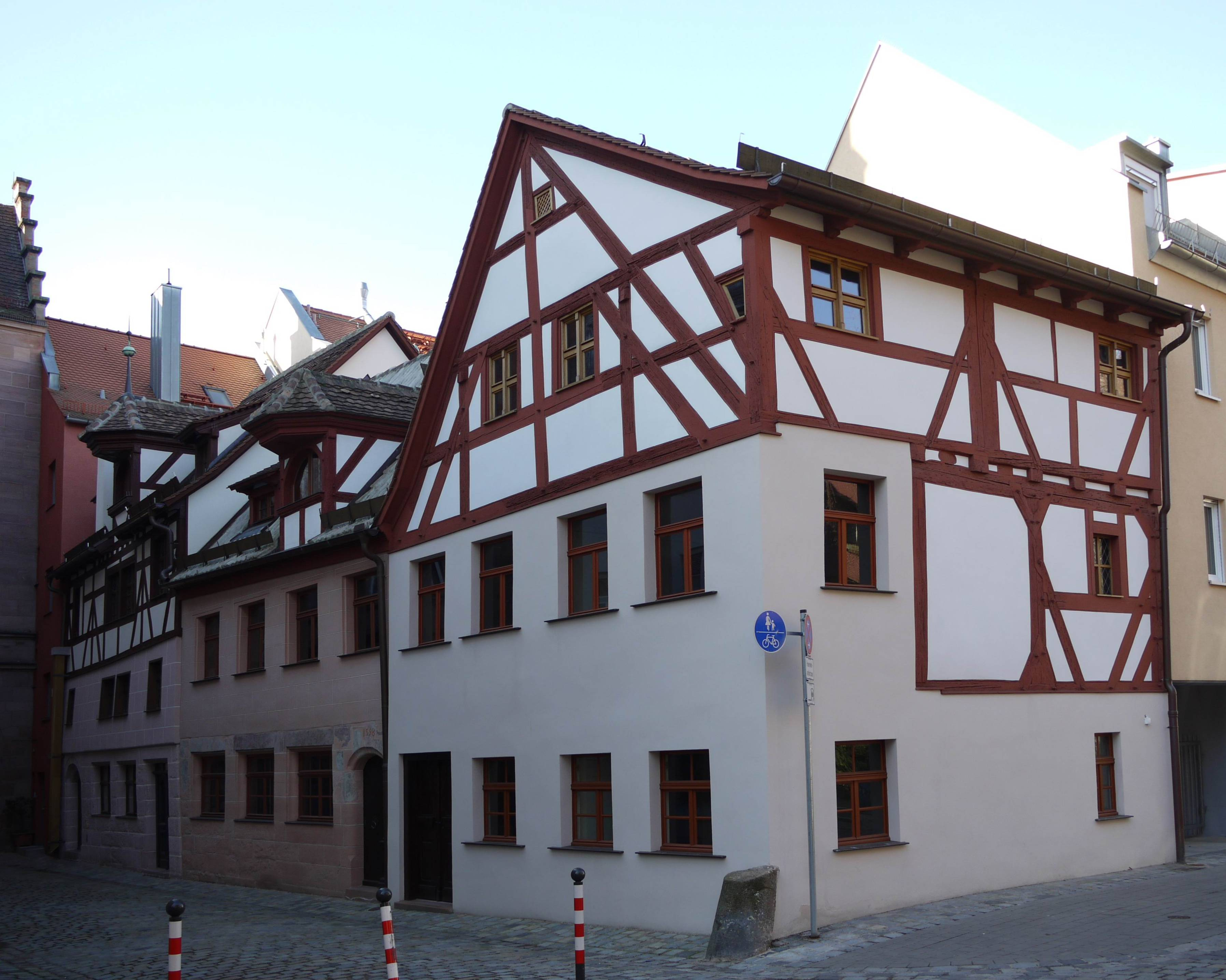
Handwerkerhäuser Kühnertsgasse

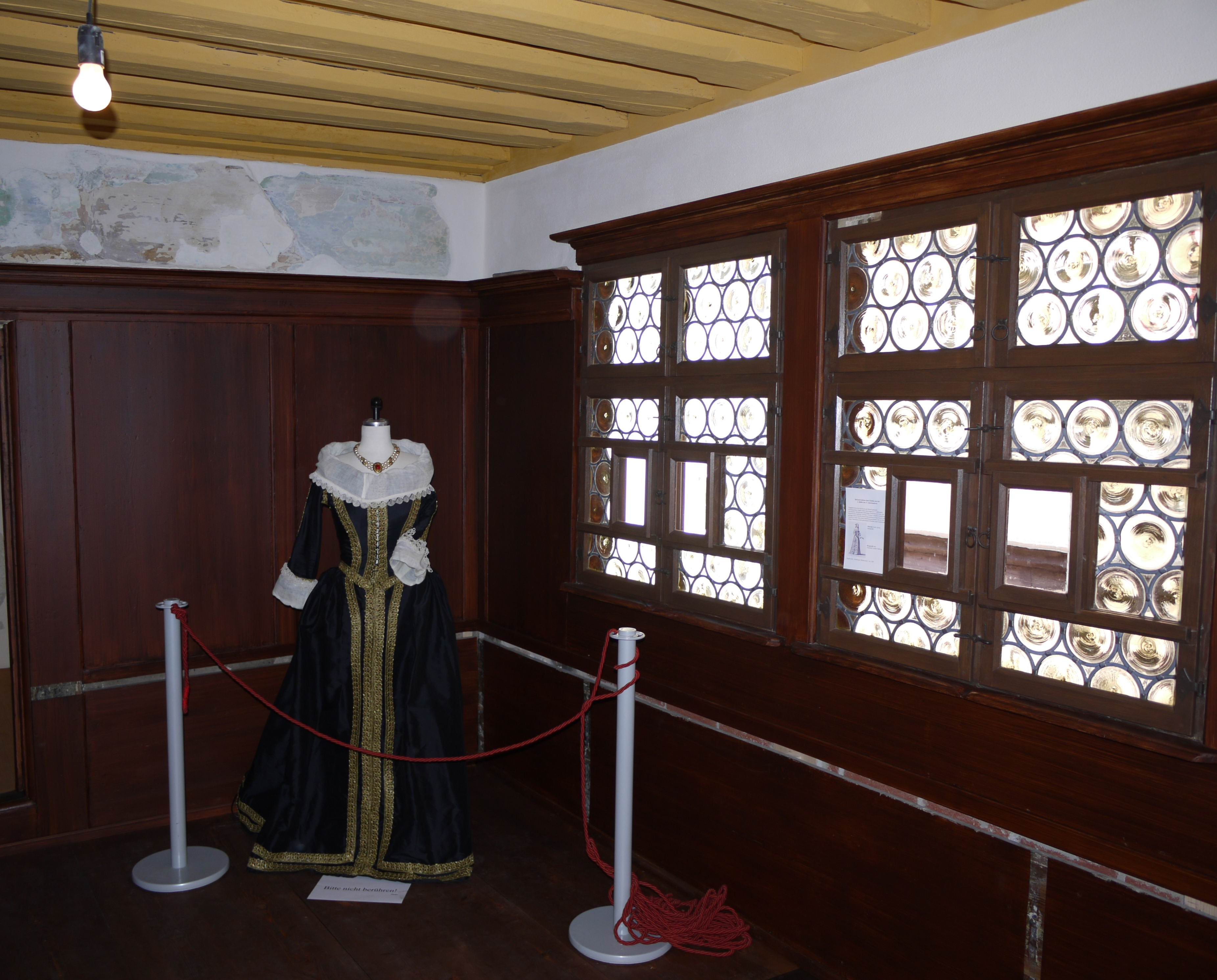
Biedermeierzimmer

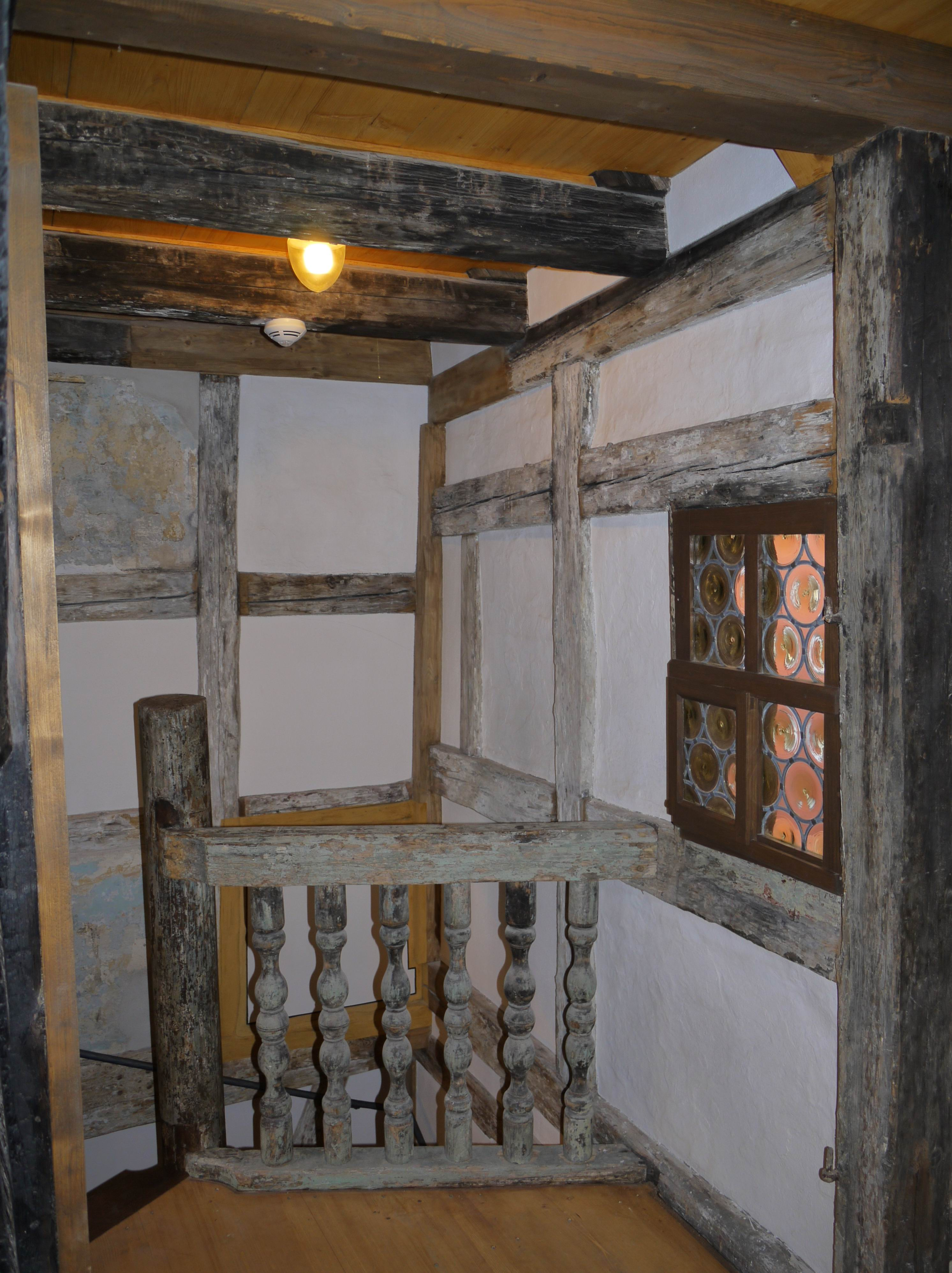
Treppe zum Dachgeschoss

Die Handwerkerhäuser Kühnertsgasse sind drei unter Denkmalschutz stehende ehemalige Handwerkerhäuser in Nürnberg, Kühnertsgasse 18, 20 und 22.
Seit Herbst 2011 betreiben die Altstadtfreunde Nürnberg in diesen Räumen das Museum |22|20|18| Kühnertsgasse.

## Geschichte
Das älteste Haus mit der Hausnummer 22 wurde ursprünglich 1377 als zweigeschossiges Fachwerkhaus gebaut. Die beiden anderen Häuser entstanden bis 1434.
Die Bewohner bauten in den folgenden Jahrhunderten mehrfach um und brachten einen Verputz auf dem Fachwerk an. Auch im Innenraum wurden zahlreiche Dinge beschädigt und zerstört: Fachwerk und Backsteinwände ersetzten die Bohlenwände, Wandgemälde wurden übertüncht und vieles andere.
Bei den Luftangriffen auf Nürnberg erlitten diese Handwerkerhäuser nur leichte Schäden. Ein jahrzehntelanger Leerstand schädigte aber die Bausubstanz schwer. Der seit 1974 bestehende Denkmalschutz verhinderte den Abriss.

## Sanierung
Die Altstadtfreunde Nürnberg übernahmen die Häuser 2002 zu einem symbolischen Kaufpreis von einem Euro und leiteten so die Rettung der historischen Häuser der Rotschmiede ein. Die Stadt Nürnberg und das Bayerische Landesamt für Denkmalpflege unterstützten mit Zuschüssen und Darlehen das Bauvorhaben.
2005 begannen die Bauarbeiten, die 2010 abgeschlossen werden konnten.